# Sericosura
Genre
Synonymes
- Anisopes Turpaeva, 1998

Sericosura est un genre de pycnogonides de la famille des Ammotheidae.

## Liste des espèces
Selon PycnoBase :
- Sericosura cochleifovea Child, 1989
- Sericosura conta Bamber, 2009
- Sericosura cyrtoma Child & Sègonzac, 1996
- Sericosura dissita Child, 2000
- Sericosura hedgpethi Bamber, 2009
- Sericosura heteroscela Child & Ségonzac, 1996
- Sericosura mitrata (Gordon, 1944)
- Sericosura venticola Child, 1987
- Sericosura verenae (Child, 1987)

## Référence
- Fry & Hedgpeth, 1969 : The fauna of the Ross Sea. Part 7. Pycnogonida, 1. Colossendeidae, Pycnogonidae, Endeidae, Ammotheidae. Mem. N.Z. oceanogr. Inst. No. 49: 1-139.